# Formel-1-Weltmeisterschaft 1984
Die Formel-1-Weltmeisterschaft 1984 war die 35. Saison der Formel-1-Weltmeisterschaft. Sie wurde über 16 Rennen in der Zeit vom 25. März 1984 bis zum 21. Oktober 1984 ausgetragen. Der Österreicher Niki Lauda gewann im knappsten Finale der Formel-1-Geschichte zum dritten Mal nach 1975 und 1977 die Fahrer-Weltmeisterschaft. McLaren sicherte sich den Konstrukteurstitel.

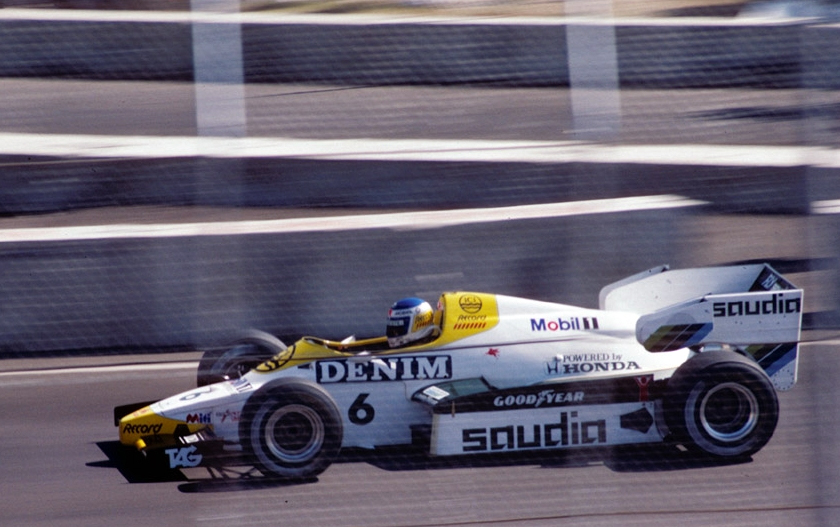
Der Weltmeister von 1982, Keke Rosberg, im Williams FW09 Honda auf dem Weg zum Sieg beim GP der USA in Dallas, 1984

## Teams und Fahrer
| Foto            | Team                            | Chassis                      | Motor                                       | Reifen | Nr.             | Stammfahrer        | Rennen        | Test-/ Ersatzfahrer |
| --------------- | ------------------------------- | ---------------------------- | ------------------------------------------- | ------ | --------------- | ------------------ | ------------- | ------------------- |
| Brabham BT53    | MRD International               | Brabham BT53                 | BMW M12/13 1.5 L4t                          | M      | 01              | Nelson Piquet      | 1–16          | Paolo Barilla       |
| Brabham BT53    | MRD International               | Brabham BT53                 | BMW M12/13 1.5 L4t                          | M      | 02              | Teo Fabi           | 1–5, 8, 10–15 | Paolo Barilla       |
| Brabham BT53    | MRD International               | Brabham BT53                 | BMW M12/13 1.5 L4t                          | M      | 02              | Corrado Fabi       | 6, 7, 9       | Paolo Barilla       |
| Brabham BT53    | MRD International               | Brabham BT53                 | BMW M12/13 1.5 L4t                          | M      | 02              | Manfred Winkelhock | 16            | Paolo Barilla       |
| Tyrrell 012     | Tyrrell Racing Organisation     | Tyrrell 012                  | Ford Cosworth DFY 3.0 V8                    | G      | 03              | Martin Brundle     | 1–9           | —                   |
| Tyrrell 012     | Tyrrell Racing Organisation     | Tyrrell 012                  | Ford Cosworth DFY 3.0 V8                    | G      | 03              | Stefan Johansson   | 10–13         | —                   |
| Tyrrell 012     | Tyrrell Racing Organisation     | Tyrrell 012                  | Ford Cosworth DFY 3.0 V8                    | G      | 04              | Stefan Bellof      | 1–10, 12, 13  | —                   |
| Tyrrell 012     | Tyrrell Racing Organisation     | Tyrrell 012                  | Ford Cosworth DFY 3.0 V8                    | G      | 04              | Mike Thackwell     | 11            | —                   |
| Williams FW09   | Williams Grand Prix Engineering | Williams FW09 Williams FW09B | Honda RA163E 1.5 V6t Honda RA164E 1.5 V6t   | G      | 05              | Jacques Laffite    | 1–16          | —                   |
| Williams FW09   | Williams Grand Prix Engineering | Williams FW09 Williams FW09B | Honda RA163E 1.5 V6t Honda RA164E 1.5 V6t   | G      | 06              | Keke Rosberg       | 1–16          | —                   |
| McLaren MP4/2   | Marlboro McLaren International  | McLaren MP4/2                | TAG TTE PO1 1.5 V6t                         | M      | 07              | Alain Prost        | 1–16          | —                   |
| McLaren MP4/2   | Marlboro McLaren International  | McLaren MP4/2                | TAG TTE PO1 1.5 V6t                         | M      | 08              | Niki Lauda         | 1–16          | —                   |
|                 | Skoal Bandit Formula 1 Team     | RAM 01 RAM 02                | Hart 415T 1.5 L4t                           | P      | 09              | Philippe Alliot    | 1–16          | —                   |
| 10              | Skoal Bandit Formula 1 Team     | RAM 01 RAM 02                | Hart 415T 1.5 L4t                           | P      | Jonathan Palmer | 1–6, 8–16          |               | —                   |
| 10              | Skoal Bandit Formula 1 Team     | RAM 01 RAM 02                | Hart 415T 1.5 L4t                           | P      | Mike Thackwell  | 7                  |               | —                   |
| Lotus 95T       | John Player Team Lotus          | Lotus 95T                    | Renault EF4B 1.5 V6t                        | G      | 11              | Elio de Angelis    | 1–16          | Johnny Dumfries     |
| Lotus 95T       | John Player Team Lotus          | Lotus 95T                    | Renault EF4B 1.5 V6t                        | G      | 12              | Nigel Mansell      | 1–16          | Johnny Dumfries     |
| ATS D7          | Team ATS                        | ATS D7                       | BMW M12/13 1.5 L4t                          | P      | 14              | Manfred Winkelhock | 1–14          | —                   |
| ATS D7          | Team ATS                        | ATS D7                       | BMW M12/13 1.5 L4t                          | P      | 14              | Gerhard Berger     | 16            | —                   |
| ATS D7          | Team ATS                        | ATS D7                       | BMW M12/13 1.5 L4t                          | P      | 31              | Gerhard Berger     | 12, 14, 15    | —                   |
| Renault RE50    | Equipe Renault Elf              | Renault RE50                 | Renault EF4 1.5 V6t                         | M      | 15              | Patrick Tambay     | 1–16          | Philippe Streiff    |
| Renault RE50    | Equipe Renault Elf              | Renault RE50                 | Renault EF4 1.5 V6t                         | M      | 16              | Derek Warwick      | 1–16          | Philippe Streiff    |
| Renault RE50    | Equipe Renault Elf              | Renault RE50                 | Renault EF4 1.5 V6t                         | M      | 33              | Philippe Streiff   | 16            | Philippe Streiff    |
| Arrows A7       | Barclay Nordica Arrows BMW      | Arrows A6 Arrows A7          | Ford Cosworth DFV 3.0 V8 BMW M12/13 1.5 L4t | G      | 17              | Marc Surer         | 1–16          | Hannu Mikkola       |
| Arrows A7       | Barclay Nordica Arrows BMW      | Arrows A6 Arrows A7          | Ford Cosworth DFV 3.0 V8 BMW M12/13 1.5 L4t | G      | 18              | Thierry Boutsen    | 1–16          | Hannu Mikkola       |
| Toleman TG184   | Toleman Group Motorsport        | Toleman TG183B Toleman TG184 | Hart 415T 1.5 L4t                           | P M    | 19              | Ayrton Senna       | 1–13, 15, 16  | John Watson         |
| Toleman TG184   | Toleman Group Motorsport        | Toleman TG183B Toleman TG184 | Hart 415T 1.5 L4t                           | P M    | 19              | Stefan Johansson   | 14            | John Watson         |
| Toleman TG184   | Toleman Group Motorsport        | Toleman TG183B Toleman TG184 | Hart 415T 1.5 L4t                           | P M    | 20              | Johnny Cecotto     | 1–10          | John Watson         |
| Toleman TG184   | Toleman Group Motorsport        | Toleman TG183B Toleman TG184 | Hart 415T 1.5 L4t                           | P M    | 20              | Pierluigi Martini  | 14            | John Watson         |
| Toleman TG184   | Toleman Group Motorsport        | Toleman TG183B Toleman TG184 | Hart 415T 1.5 L4t                           | P M    | 20              | Stefan Johansson   | 15, 16        | John Watson         |
| Spirit 101      | Spirit Racing                   | Spirit 101B                  | Hart 415T 1.5 L4t                           | P      | 21              | Mauro Baldi        | 1–6, 15, 16   | Emerson Fittipaldi  |
| Spirit 101      | Spirit Racing                   | Spirit 101B                  | Hart 415T 1.5 L4t                           | P      | 21              | Huub Rothengatter  | 7, 9–14       | Emerson Fittipaldi  |
| Spirit 101      | Spirit Racing                   | Spirit 101C                  | Ford Cosworth DFV 3.0 V8                    | P      | 21              | Huub Rothengatter  | 8             | Emerson Fittipaldi  |
| Alfa Romeo 184T | Benetton Team Alfa Romeo        | Alfa Romeo 184T              | Alfa Romeo 890T 1.5 V8t                     | G      | 22              | Riccardo Patrese   | 1–16          | —                   |
| Alfa Romeo 184T | Benetton Team Alfa Romeo        | Alfa Romeo 184T              | Alfa Romeo 890T 1.5 V8t                     | G      | 23              | Eddie Cheever      | 1–16          | —                   |
| Osella FA1F     | Osella Squadra Corse            | Osella FA1E Osella FA1F      | Alfa Romeo 1260 V12 Alfa Romeo 890T 1.5 V8t | P      | 24              | Piercarlo Ghinzani | 1–16          | —                   |
| Osella FA1F     | Osella Squadra Corse            | Osella FA1E Osella FA1F      | Alfa Romeo 1260 V12 Alfa Romeo 890T 1.5 V8t | P      | 30              | Jo Gartner         | 4, 10–16      | —                   |
| Ligier JS23     | Ligier Loto                     | Ligier JS23 Ligier JS23B     | Renault EF4 1.5 V6t                         | M      | 25              | François Hesnault  | 1–16          | —                   |
| Ligier JS23     | Ligier Loto                     | Ligier JS23 Ligier JS23B     | Renault EF4 1.5 V6t                         | M      | 26              | Andrea de Cesaris  | 1–16          | —                   |
| Ferrari 126C4   | Scuderia Ferrari SpA SEFAC      | Ferrari 126C4                | Ferrari 031 1.5 V6t                         | G      | 27              | Michele Alboreto   | 1–16          | —                   |
| Ferrari 126C4   | Scuderia Ferrari SpA SEFAC      | Ferrari 126C4                | Ferrari 031 1.5 V6t                         | G      | 28              | René Arnoux        | 1–16          | —                   |

## Rennkalender
| Nr. | Datum        | Grand Prix (Strecke)            | Distanz (km) | Sieger                            | Zweiter                           | Dritter                           | Pole- Position                    | Schnellste Rennrunde                                   | Gesamtführender Fahrer            | Gesamtführender Konstrukteur |
| --- | ------------ | ------------------------------- | ------------ | --------------------------------- | --------------------------------- | --------------------------------- | --------------------------------- | ------------------------------------------------------ | --------------------------------- | ---------------------------- |
| 01  | 25. März     | Brasilien (Jacarepaguá)         | 306,891      | Alain Prost (McLaren-TAG-Porsche) | Keke Rosberg (Williams-Honda)     | Elio de Angelis (Lotus-Renault)   | Elio de Angelis (Lotus-Renault)   | Alain Prost (McLaren-TAG-Porsche)                      | Alain Prost (McLaren-TAG-Porsche) | McLaren-TAG-Porsche          |
| 02  | 7. April     | Südafrika (Midrand)             | 307,800      | Niki Lauda (McLaren-TAG-Porsche)  | Alain Prost (McLaren-TAG-Porsche) | Derek Warwick (Renault)           | Nelson Piquet (Brabham-BMW)       | Patrick Tambay (Renault)                               | Alain Prost (McLaren-TAG-Porsche) | McLaren-TAG-Porsche          |
| 03  | 29. April    | Belgien (Zolder)                | 298,340      | Michele Alboreto (Ferrari)        | Derek Warwick (Renault)           | René Arnoux (Ferrari)             | Michele Alboreto (Ferrari)        | René Arnoux (Ferrari)                                  | Alain Prost (McLaren-TAG-Porsche) | McLaren-TAG-Porsche          |
| 04  | 6. Mai       | San Marino (Imola)              | 302,400      | Alain Prost (McLaren-TAG-Porsche) | René Arnoux (Ferrari)             | Elio de Angelis (Lotus-Renault)   | Nelson Piquet (Brabham-BMW)       | Nelson Piquet (Brabham-BMW)                            | Alain Prost (McLaren-TAG-Porsche) | McLaren-TAG-Porsche          |
| 05  | 20. Mai      | Frankreich (Prenois)            | 307,073      | Niki Lauda (McLaren-TAG-Porsche)  | Patrick Tambay (Renault)          | Nigel Mansell (Lotus-Renault)     | Patrick Tambay (Renault)          | Alain Prost (McLaren-TAG-Porsche)                      | Alain Prost (McLaren-TAG-Porsche) | McLaren-TAG-Porsche          |
| 06  | 3. Juni      | Monaco (Monte Carlo)            | 102,672      | Alain Prost (McLaren-TAG-Porsche) | Ayrton Senna (Toleman-Hart)       | René Arnoux (Ferrari)             | Alain Prost (McLaren-TAG-Porsche) | Ayrton Senna (Toleman-Hart)                            | Alain Prost (McLaren-TAG-Porsche) | McLaren-TAG-Porsche          |
| 07  | 17. Juni     | Kanada (Montréal)               | 308,700      | Nelson Piquet (Brabham-BMW)       | Niki Lauda (McLaren-TAG-Porsche)  | Alain Prost (McLaren-TAG-Porsche) | Nelson Piquet (Brabham-BMW)       | Nelson Piquet (Brabham-BMW)                            | Alain Prost (McLaren-TAG-Porsche) | McLaren-TAG-Porsche          |
| 08  | 24. Juni     | USA Ost (Detroit)               | 253,449      | Nelson Piquet (Brabham-BMW)       | Elio de Angelis (Lotus-Renault)   | Teo Fabi (Brabham-BMW)            | Nelson Piquet (Brabham-BMW)       | Derek Warwick (Renault)                                | Alain Prost (McLaren-TAG-Porsche) | McLaren-TAG-Porsche          |
| 09  | 8. Juli      | USA (Dallas)                    | 261,367      | Keke Rosberg (Williams-Honda)     | René Arnoux (Ferrari)             | Elio de Angelis (Lotus-Renault)   | Nigel Mansell (Lotus-Renault)     | Niki Lauda (McLaren-TAG-Porsche)                       | Alain Prost (McLaren-TAG-Porsche) | McLaren-TAG-Porsche          |
| 10  | 22. Juli     | Großbritannien (West Kingsdown) | 298,697      | Niki Lauda (McLaren-TAG-Porsche)  | Derek Warwick (Renault)           | Ayrton Senna (Toleman-Hart)       | Nelson Piquet (Brabham-BMW)       | Niki Lauda (McLaren-TAG-Porsche)                       | Alain Prost (McLaren-TAG-Porsche) | McLaren-TAG-Porsche          |
| 11  | 5. August    | Deutschland (Hockenheim)        | 299,068      | Alain Prost (McLaren-TAG-Porsche) | Niki Lauda (McLaren-TAG-Porsche)  | Derek Warwick (Renault)           | Alain Prost (McLaren-TAG-Porsche) | Alain Prost (McLaren-TAG-Porsche)                      | Alain Prost (McLaren-TAG-Porsche) | McLaren-TAG-Porsche          |
| 12  | 19. August   | Österreich (Spielberg)          | 303,042      | Niki Lauda (McLaren-TAG-Porsche)  | Nelson Piquet (Brabham-BMW)       | Michele Alboreto (Ferrari)        | Nelson Piquet (Brabham-BMW)       | Niki Lauda (McLaren-TAG-Porsche)                       | Niki Lauda (McLaren-TAG-Porsche)  | McLaren-TAG-Porsche          |
| 13  | 26. August   | Niederlande (Zandvoort)         | 301,892      | Alain Prost (McLaren-TAG-Porsche) | Niki Lauda (McLaren-TAG-Porsche)  | Nigel Mansell (Lotus-Renault)     | Alain Prost (McLaren-TAG-Porsche) | René Arnoux (Ferrari)                                  | Niki Lauda (McLaren-TAG-Porsche)  | McLaren-TAG-Porsche          |
| 14  | 9. September | Italien (Monza)                 | 295,800      | Niki Lauda (McLaren-TAG-Porsche)  | Michele Alboreto (Ferrari)        | Riccardo Patrese (Alfa Romeo)     | Nelson Piquet (Brabham-BMW)       | Niki Lauda (McLaren-TAG-Porsche)                       | Niki Lauda (McLaren-TAG-Porsche)  | McLaren-TAG-Porsche          |
| 15  | 7. Oktober   | Europa (Nürburg)                | 319,732      | Alain Prost (McLaren-TAG-Porsche) | Michele Alboreto (Ferrari)        | Nelson Piquet (Brabham-BMW)       | Nelson Piquet (Brabham-BMW)       | Michele Alboreto (Ferrari) Nelson Piquet (Brabham-BMW) | Niki Lauda (McLaren-TAG-Porsche)  | McLaren-TAG-Porsche          |
| 16  | 21. Oktober  | Portugal (Estoril)              | 304,500      | Alain Prost (McLaren-TAG-Porsche) | Niki Lauda (McLaren-TAG-Porsche)  | Ayrton Senna (Toleman-Hart)       | Nelson Piquet (Brabham-BMW)       | Niki Lauda (McLaren-TAG-Porsche)                       | Niki Lauda (McLaren-TAG-Porsche)  | McLaren-TAG-Porsche          |

## Rennberichte

### Großer Preis von Brasilien
| Platz | Fahrer          | Team                | Zeit        |
| ----- | --------------- | ------------------- | ----------- |
| 1     | Alain Prost     | McLaren-TAG-Porsche | 1:42:34,492 |
| 2     | Keke Rosberg    | Williams-Honda      | + 40,514    |
| 3     | Elio de Angelis | Lotus-Renault       | + 59,128    |
| PP    | Elio de Angelis | Lotus-Renault       | 1:28,392    |
| SR    | Alain Prost     | McLaren-TAG-Porsche | 1:36,499    |

Der Große Preis von Brasilien in Jacarepaguá, einem Vorort von Rio de Janeiro in Brasilien fand am 25. März 1984 statt und ging über 61 Runden (306,891 km).
Der Start wurde insgesamt zweimal abgebrochen. Zuerst brach die örtliche Stromversorgung zusammen, beim zweiten Versuch kollabierte das Schaltgestänge bei Andrea de Cesaris.

### Großer Preis von Südafrika
| Platz | Fahrer         | Team                | Zeit        |
| ----- | -------------- | ------------------- | ----------- |
| 1     | Niki Lauda     | McLaren-TAG-Porsche | 1:29:23,430 |
| 2     | Alain Prost    | McLaren-TAG-Porsche | + 1:05,950  |
| 3     | Derek Warwick  | Renault             | + 1 Runde   |
| PP    | Nelson Piquet  | Brabham-BMW         | 1:04,871    |
| SR    | Patrick Tambay | Renault             | 1:08,877    |

Der Große Preis von Südafrika auf dem Kyalami Grand Prix Circuit fand am 7. April 1984 statt und ging über eine Distanz von 75 Runden (307,8 km).

### Großer Preis von Belgien
| Platz | Fahrer           | Team    | Zeit        |
| ----- | ---------------- | ------- | ----------- |
| 1     | Michele Alboreto | Ferrari | 1:36:32,048 |
| 2     | Derek Warwick    | Renault | + 42,386    |
| 3     | René Arnoux      | Ferrari | + 1:09,803  |
| PP    | Michele Alboreto | Ferrari | 1:14,846    |
| SR    | René Arnoux      | Ferrari | 1:19,294    |

Der Große Preis von Belgien in Zolder fand am 29. April 1984 statt und ging über eine Distanz von 70 Runden (298,34 km).

### Großer Preis von San Marino
| Platz | Fahrer          | Team                | Zeit        |
| ----- | --------------- | ------------------- | ----------- |
| 1     | Alain Prost     | McLaren-TAG-Porsche | 1:36:53,679 |
| 2     | René Arnoux     | Ferrari             | + 13,416    |
| 3     | Elio de Angelis | Lotus-Renault       | + 1 Runde   |
| PP    | Nelson Piquet   | Brabham-BMW         | 1:28,517    |
| SR    | Nelson Piquet   | Brabham-BMW         | 1:33,275    |

Der Große Preis von San Marino in Imola fand am 6. Mai 1984 statt und ging über 60 Runden (302,4 km).

### Großer Preis von Frankreich
| Platz | Fahrer         | Team                | Zeit        |
| ----- | -------------- | ------------------- | ----------- |
| 1     | Niki Lauda     | McLaren-TAG-Porsche | 1:31:11,951 |
| 2     | Patrick Tambay | Renault             | + 7,154     |
| 3     | Nigel Mansell  | Lotus-Renault       | + 23,969    |
| PP    | Patrick Tambay | Renault             | 1:02,200    |
| SR    | Alain Prost    | McLaren-TAG-Porsche | 1:05,257    |

Der Große Preis von Frankreich auf dem Circuit de Dijon-Prenois fand am 20. Mai 1984 statt und ging über eine Distanz von 79 Runden (307,073 km).

### Großer Preis von Monaco
| Platz | Fahrer       | Team                | Zeit        |
| ----- | ------------ | ------------------- | ----------- |
| 1     | Alain Prost  | McLaren-TAG-Porsche | 1:01:07,740 |
| 2     | Ayrton Senna | Toleman-Hart        | + 7,446     |
| 3     | René Arnoux  | Ferrari             | + 29,977    |
| PP    | Alain Prost  | McLaren-TAG-Porsche | 1:22,661    |
| SR    | Ayrton Senna | Toleman-Hart        | 1:54,334    |

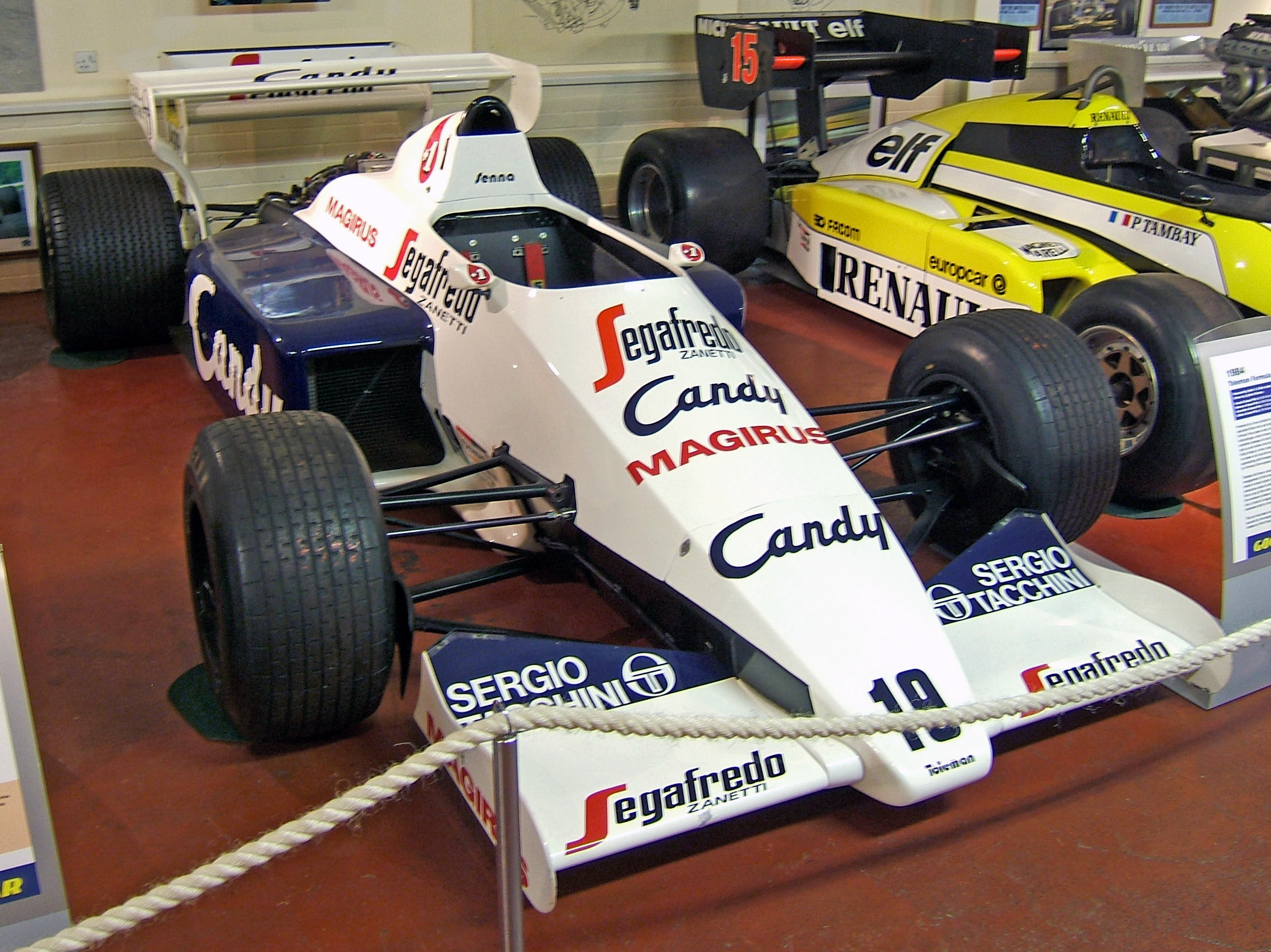
Toleman TG184 aus dem Jahr 1984, Donington Grand Prix Collection

Der Große Preis von Monaco in Monte Carlo fand am 3. Juni 1984 statt und ging über 31 Runden (102,672 km).
Das Rennen wurde wegen heftigen Regens vorzeitig abgebrochen. Für die WM-Wertung gab es halbe Punkte.
Da das Tyrrell-Team und damit auch der eigentlich Drittplatzierte Stefan Bellof gegen Ende der Saison nachträglich disqualifiziert wurde, rückten René Arnoux und alle folgenden einen Platz auf.

### Großer Preis von Kanada
| Platz | Fahrer        | Team                | Zeit        |
| ----- | ------------- | ------------------- | ----------- |
| 1     | Nelson Piquet | Brabham-BMW         | 1:46:23,748 |
| 2     | Niki Lauda    | McLaren-TAG-Porsche | + 2,612     |
| 3     | Alain Prost   | McLaren-TAG-Porsche | + 1:28,032  |
| PP    | Nelson Piquet | Brabham-BMW         | 1:25,442    |
| SR    | Nelson Piquet | Brabham-BMW         | 1:28,763    |

Der Große Preis von Kanada in Montreal fand am 17. Juni 1984 statt und ging über eine Distanz von 70 Runden (308,7 km).

### Großer Preis der USA Ost
| Platz | Fahrer          | Team          | Zeit        |
| ----- | --------------- | ------------- | ----------- |
| 1     | Nelson Piquet   | Brabham-BMW   | 1:55:41,842 |
| 2     | Elio de Angelis | Lotus-Renault | + 32,638    |
| 3     | Teo Fabi        | Brabham-BMW   | + 1:28,528  |
| PP    | Nelson Piquet   | Brabham-BMW   | 1:40,980    |
| SR    | Derek Warwick   | Renault       | 1:46,221    |

Der Große Preis der USA Ost auf dem Detroit Street Circuit in Detroit, Michigan fand am 24. Juni 1984 statt und ging über eine Distanz von 63 Runden (253,449 km).
Das Rennen wurde nach einem Startunfall abgebrochen und neu gestartet. Es kamen nur fünf Fahrer ins Ziel, der Punkt für den sechsten Platz wurde nicht vergeben.
Da das Tyrrell-Team und damit auch der eigentlich Zweitplatzierte Martin Brundle gegen Ende der Saison nachträglich disqualifiziert wurde, rückten Elio de Angelis, Teo Fabi und alle folgenden einen Platz auf.

### Großer Preis der USA
| Platz | Fahrer          | Team                | Zeit        |
| ----- | --------------- | ------------------- | ----------- |
| 1     | Keke Rosberg    | Williams-Honda      | 2:01:22,617 |
| 2     | René Arnoux     | Ferrari             | + 22,464    |
| 3     | Elio de Angelis | Lotus-Renault       | + 1 Runde   |
| PP    | Nigel Mansell   | Lotus-Renault       | 1:37,041    |
| SR    | Niki Lauda      | McLaren-TAG-Porsche | 1:45,353    |

Der Große Preis der USA in Dallas fand am 8. Juli 1984 statt und ging über eine Distanz von 67 Runden (261,367 km).
Ursprünglich war eine Renndistanz von 78 Runden geplant. Das Rennen wurde aber nach Ablauf von zwei Stunden abgewunken. Nigel Mansell versuchte, seinen kurz vor dem Ziel liegengebliebenen Wagen über die Ziellinie zu schieben, brach aber kurz vor der Ziellinie ohnmächtig zusammen. Der später zweitplatzierte René Arnoux fuhr wegen eines defekten Starters vom Ende der Startaufstellung los.

### Großer Preis von Großbritannien
| Platz | Fahrer        | Team                | Zeit        |
| ----- | ------------- | ------------------- | ----------- |
| 1     | Niki Lauda    | McLaren-TAG-Porsche | 1:29:28,532 |
| 2     | Derek Warwick | Renault             | + 42,123    |
| 3     | Ayrton Senna  | Toleman-Hart        | + 1:03,328  |
| PP    | Nelson Piquet | Brabham-BMW         | 1:10,869    |
| SR    | Niki Lauda    | McLaren-TAG-Porsche | 1:13,191    |

Der Große Preis von Großbritannien in Brands Hatch fand am 22. Juli 1984 statt und ging über eine Distanz von 71 Runden (298,697 km).
In der ersten Runde gab es eine Massenkollision: Eddie Cheever, Philippe Alliot, Stefan Johansson und Jo Gartner kollidierten miteinander und fielen aus. Das Rennen wurde für Aufräumarbeiten und Reparaturen an Sicherheitsabsperrungen unterbrochen. Das Rennen wurde nach der Rennunterbrechung von 75 auf 71 Runden verkürzt.

### Großer Preis von Deutschland
| Platz | Fahrer        | Team                | Zeit        |
| ----- | ------------- | ------------------- | ----------- |
| 1     | Alain Prost   | McLaren-TAG-Porsche | 1:24:43,210 |
| 2     | Niki Lauda    | McLaren-TAG-Porsche | + 3,149     |
| 3     | Derek Warwick | Renault             | + 36,423    |
| PP    | Alain Prost   | McLaren-TAG-Porsche | 1:47,012    |
| SR    | Alain Prost   | McLaren-TAG-Porsche | 1:53,538    |

Der Große Preis von Deutschland auf dem Hockenheimring fand am 5. August 1984 statt und ging über eine Distanz von 44 Runden (299,068 km).
Alain Prost startete aufgrund einer defekten Treibstoffpumpe seines Einsatzfahrzeugs im Ersatzwagen.

### Großer Preis von Österreich
| Platz | Fahrer           | Team                | Zeit        |
| ----- | ---------------- | ------------------- | ----------- |
| 1     | Niki Lauda       | McLaren-TAG-Porsche | 1:21:12,851 |
| 2     | Nelson Piquet    | Brabham-BMW         | + 23,525    |
| 3     | Michele Alboreto | Ferrari             | + 48,998    |
| PP    | Nelson Piquet    | Brabham-BMW         | 1:26,173    |
| SR    | Niki Lauda       | McLaren-TAG-Porsche | 1:32,882    |

Der Große Preis von Österreich auf dem Österreichring in Zeltweg fand am 19. August 1984 statt und ging über eine Distanz von 51 Runden (303,042 km).
Der Start wurde wiederholt, da Elio de Angelis beim ersten Versuch seinen Motor abwürgte.
Niki Lauda gewann als erster und einziger Österreicher ein Heimrennen.

### Großer Preis der Niederlande
| Platz | Fahrer        | Team                | Zeit        |
| ----- | ------------- | ------------------- | ----------- |
| 1     | Alain Prost   | McLaren-TAG-Porsche | 1:37:21,468 |
| 2     | Niki Lauda    | McLaren-TAG-Porsche | + 10,283    |
| 3     | Nigel Mansell | Lotus-Renault       | + 1:19,544  |
| PP    | René Arnoux   | Ferrari             | 1:13,567    |
| SR    | Niki Lauda    | McLaren-TAG-Porsche | 1:19,465    |

Der Große Preis der Niederlande in Zandvoort fand am 26. August 1984 statt und ging über eine Distanz von 71 Runden (301,892 km).
McLaren-TAG-Porsche wurde nach diesem Rennen vorzeitig Konstrukteursweltmeister.

### Großer Preis von Italien
| Platz | Fahrer           | Team                | Zeit        |
| ----- | ---------------- | ------------------- | ----------- |
| 1     | Niki Lauda       | McLaren-TAG-Porsche | 1:20:29,065 |
| 2     | Michele Alboreto | Ferrari             | + 24,249    |
| 3     | Riccardo Patrese | Alfa Romeo          | + 1 Runde   |
| PP    | Nelson Piquet    | Brabham-BMW         | 1:26,584    |
| SR    | Niki Lauda       | McLaren-TAG-Porsche | 1:31,912    |

Der Große Preis von Italien in Monza fand am 9. September 1984 statt und ging über eine Distanz von 51 Runden (295,80 km).
Jo Gartner als Fünfter und Gerhard Berger als Sechster erhielten keine WM-Punkte, da sie am Anfang der Saison nicht in der FIA-Meldeliste eingeschrieben waren.

### Großer Preis von Europa
| Platz | Fahrer                         | Team                | Zeit        |
| ----- | ------------------------------ | ------------------- | ----------- |
| 1     | Alain Prost                    | McLaren-TAG-Porsche | 1:35:13,284 |
| 2     | Michele Alboreto               | Ferrari             | + 23,911    |
| 3     | Nelson Piquet                  | Brabham-BMW         | + 24,922    |
| PP    | Nelson Piquet                  | Brabham-BMW         | 1:18,871    |
| SR    | Michele Alboreto Nelson Piquet | Ferrari Brabham-BMW | 1:23,146    |

Der Große Preis von Europa auf dem Nürburgring fand am 7. Oktober 1984 statt und ging über eine Distanz von 67 Runden (304,314 km).
In der ersten Runde löste Ayrton Senna eine Massenkollision aus, bei der neben Senna selbst auch Keke Rosberg, Marc Surer, Gerhard Berger und Piercarlo Ghinzani ausfielen.
Michele Alboreto und Nelson Piquet fuhren beide die schnellste Rennrunde.

### Großer Preis von Portugal
| Platz | Fahrer        | Team                | Zeit        |
| ----- | ------------- | ------------------- | ----------- |
| 1     | Alain Prost   | McLaren-TAG-Porsche | 1:41:11,753 |
| 2     | Niki Lauda    | McLaren-TAG-Porsche | + 13,425    |
| 3     | Ayrton Senna  | Toleman-Hart        | + 20,042    |
| PP    | Nelson Piquet | Brabham-BMW         | 1:21,703    |
| SR    | Niki Lauda    | McLaren-TAG-Porsche | 1:22,996    |

Der Große Preis von Portugal in Estoril fand am 21. Oktober 1984 statt und ging über eine Distanz von 70 Runden (304,5 km).
Mit dem zweiten Platz im Rennen sicherte sich Niki Lauda seinen dritten und letzten WM-Titel.

## Weltmeisterschaftswertungen
| Platz  | 1 | 2 | 3 | 4 | 5 | 6 |
| Punkte | 9 | 6 | 4 | 3 | 2 | 1 |

In der Fahrerwertung wurden die besten elf Resultate, in der Konstrukteurswertung alle Resultate gewertet. Wegen des vorzeitigen Abbruchs in Monaco wurde für das Rennen nur jeweils die Hälfte der Punkte gutgeschrieben.

### Fahrerwertung
| Pos. | Fahrer          | Konstrukteur        |     |     |     |     |     |     |     |     |     |     |     |     |     |     |     |     | Punkte |
| 01   | N. Lauda        | McLaren-TAG-Porsche | DNF | 1   | DNF | DNF | 1   | DNF | 2   | DNF | DNF | 1   | 2   | 1   | 2   | 1   | 4   | 2   | 72,0   |
| 02   | A. Prost        | McLaren-TAG-Porsche | 1   | 2   | DNF | 1   | 7   | 1   | 3   | 4   | DNF | DNF | 1   | DNF | 1   | DNF | 1   | 1   | 71,5   |
| 03   | E. de Angelis   | Lotus-Renault       | 3   | 7   | 5   | 3   | 5   | 5   | 4   | 2   | 3   | 4   | DNF | DNF | 4   | DNF | DNF | 5   | 34,0   |
| 04   | M. Alboreto     | Ferrari             | DNF | 11  | 1   | DNF | DNF | 6   | DNF | DNF | DNF | 5   | DNF | 3   | DNF | 2   | 2   | 4   | 30,5   |
| 05   | N. Piquet       | Brabham-BMW         | DNF | DNF | 9   | DNF | DNF | DNF | 1   | 1   | DNF | 7   | DNF | 2   | DNF | DNF | 3   | 6   | 29,0   |
| 06   | R. Arnoux       | Ferrari             | DNF | DNF | 3   | 2   | 4   | 3   | 5   | DNF | 2   | 6   | 6   | 7   | 11  | DNF | 5   | 9   | 27,0   |
| 07   | D. Warwick      | Renault             | DNF | 3   | 2   | 4   | DNF | DNF | DNF | DNF | DNF | 2   | 3   | DNF | DNF | DNF | 11  | DNF | 23,0   |
| 08   | K. Rosberg      | Williams-Honda      | 2   | DNF | 4   | DNF | 6   | 4   | DNF | DNF | 1   | DNF | DNF | DNF | 8   | DNF | DNF | DNF | 20,5   |
| 09   | A. Senna        | Toleman-Hart        | DNF | 6   | 6   | DNQ | DNF | 2   | 7   | DNF | DNF | 3   | DNF | DNF | DNF |     | DNF | 3   | 13,0   |
| 10   | N. Mansell      | Lotus-Renault       | DNF | DNF | DNF | DNF | 3   | DNF | 6   | DNF | 6   | DNF | 4   | DNF | 3   | DNF | DNF | DNF | 13,0   |
| 11   | P. Tambay       | Renault             | 5   | DNF | 7   | DNF | 2   | DNF | DNS | DNF | DNF | 8   | 5   | DNF | 6   | DNF | DNF | 7   | 11,0   |
| 12   | T. Fabi         | Brabham-BMW         | DNF | DNF | DNF | DNF | 9   |     |     | 3   |     | DNF | DNF | 4   | 5   | DNF | DNF |     | 9,0    |
| 13   | R. Patrese      | Alfa Romeo          | DNF | 4   | DNF | DNF | DNF | DNF | DNF | DNF | DNF | 12  | DNF | 10  | DNF | 3   | 6   | 8   | 8,0    |
| 14   | J. Laffite      | Williams-Honda      | DNF | DNF | DNF | DNF | 8   | 8   | DNF | 5   | 4   | DNF | DNF | DNF | DNF | DNF | DNF | 14  | 5,0    |
| 15   | T. Boutsen      | Arrows-Ford/-BMW    | 6   | 12  | DNF | 5   | 11  | DNQ | DNF | DNF | DNF | DNF | DNF | 5   | DNF | 10  | 9   | DNF | 5,0    |
| 16   | E. Cheever      | Alfa Romeo          | 4   | DNF | DNF | 7   | DNF | DNQ | 11  | DNF | DNF | DNF | DNF | DNF | 13  | 9   | DNF | 17  | 3,0    |
| 17   | S. Johansson    | Tyrrell-Ford        |     |     |     |     |     |     |     |     |     | DSQ | DSQ | DNQ | DSQ |     |     |     | 0,0    |
| 17   | S. Johansson    | Toleman-Hart        |     |     |     |     |     |     |     |     |     |     |     |     |     | 4   | DNF | 11  | 3,0    |
| 18   | A. de Cesaris   | Ligier-Renault      | DNF | 5   | DNF | 6   | 10  | DNF | DNF | DNF | DNF | 10  | 7   | DNF | DNF | DNF | 7   | 12  | 3,0    |
| 19   | P. Ghinzani     | Osella-Alfa Romeo   | DNF | DNS | DNF | DNQ | 12  | 7   | DNF | DNF | 5   | 9   | DNF | DNF | DNF | 7   | DNF | DNF | 2,0    |
| 20   | M. Surer        | Arrows-Ford/-BMW    | 7   | 9   | 8   | DNF | DNF | DNQ | DNF | DNF | DNF | 11  | DNF | 6   | DNF | DNF | DNF | DNF | 1,0    |
| 21   | J. Gartner      | Osella-Alfa Romeo   |     |     |     | DNF |     |     |     |     |     | DNF | DNF | DNF | 12  | 5   | DNF | 16  | 0,0    |
| 22   | G. Berger       | ATS-BMW             |     |     |     |     |     |     |     |     |     |     |     | 12  |     | 6   | DNF | 13  | 0,0    |
| 23   | F. Hesnault     | Ligier-Renault      | DNF | 10  | DNF | DNF | DNS | DNF | DNF | DNF | DNF | DNF | 8   | 8   | 7   | DNF | 10  | DNF | 0,0    |
| 24   | C. Fabi         | Brabham-BMW         |     |     |     |     |     | DNF | DNF |     | 7   |     |     |     |     |     |     |     | 0,0    |
| 25   | M. Baldi        | Spirit-Hart         | DNF | 8   | DNF | 8   | DNF | DNQ |     |     |     |     |     |     |     |     | 8   | 15  | 0,0    |
| 26   | M. Winkelhock   | ATS-BMW             | EX  | DNF | DNF | DNF | DNF | DNF | 8   | DNF | 8   | DNF | DNF | DNS | DNF | DNS |     |     | 0,0    |
| 26   | M. Winkelhock   | Brabham-BMW         |     |     |     |     |     |     |     |     |     |     |     |     |     |     |     | 10  | 0,0    |
| 27   | J. Palmer       | RAM-Hart            | 8   | DNF | 10  | 9   | 13  | DNQ |     | DNF | DNF | DNF | DNF | 9   | 9   | DNF | DNF | DNF | 0,0    |
| 28   | H. Rothengatter | Spirit-Hart         |     |     |     |     |     |     | NC  | DNQ | DNF | NC  | 9   | NC  | DNF | 8   |     |     | 0,0    |
| 29   | J. Cecotto      | Toleman-Hart        | DNF | DNF | DNF | NC  | DNF | DNF | 9   | DNF | DNF | DNQ |     |     |     |     |     |     | 0,0    |
| 30   | P. Alliot       | RAM-Hart            | DNF | DNF | DNQ | DNF | DNF | DNQ | 10  | DNF | DNS | DNF | DNF | 11  | 10  | DNF | DNF | DNF | 0,0    |
| —    | P. Streiff      | Renault             |     |     |     |     |     |     |     |     |     |     |     |     |     |     |     | DNF | 0,0    |
| —    | M. Thackwell    | RAM-Hart            |     |     |     |     |     |     | DNF |     |     |     |     |     |     |     |     |     | 0,0    |
| —    | M. Thackwell    | Tyrrell-Ford        |     |     |     |     |     |     |     |     |     |     | DNQ |     |     |     |     |     | 0,0    |
| —    | P. Martini      | Toleman-Hart        |     |     |     |     |     |     |     |     |     |     |     |     |     | DNQ |     |     | 0,0    |
| DSQ  | M. Brundle      | Tyrrell-Ford        | DSQ | DSQ | DSQ | DSQ | DSQ | DNQ | DSQ | DSQ | DNQ |     |     |     |     |     |     |     | 8,0    |
| DSQ  | S. Bellof       | Tyrrell-Ford        | DSQ | DSQ | DSQ | DSQ | DSQ | DSQ | DSQ | DSQ | DSQ | DSQ |     | EX  | DSQ |     |     |     | 6,0    |

| Legende  | Legende            | Legende                                                          |
| Farbe    | Abkürzung          | Bedeutung                                                        |
| -------- | ------------------ | ---------------------------------------------------------------- |
| Gold     | –                  | Sieg                                                             |
| Silber   | –                  | 2. Platz                                                         |
| Bronze   | –                  | 3. Platz                                                         |
| Grün     | –                  | Platzierung in den Punkten                                       |
| Blau     | –                  | Klassifiziert außerhalb der Punkteränge                          |
| Violett  | DNF                | Rennen nicht beendet (did not finish)                            |
| Violett  | NC                 | nicht klassifiziert (not classified)                             |
| Rot      | DNQ                | nicht qualifiziert (did not qualify)                             |
| Rot      | DNPQ               | in Vorqualifikation gescheitert (did not pre-qualify)            |
| Schwarz  | DSQ                | disqualifiziert (disqualified)                                   |
| Weiß     | DNS                | nicht am Start (did not start)                                   |
| Weiß     | WD                 | zurückgezogen (withdrawn)                                        |
| Hellblau | PO                 | nur am Training teilgenommen (practiced only)                    |
| Hellblau | TD                 | Freitags-Testfahrer (test driver)                                |
| ohne     | DNP                | nicht am Training teilgenommen (did not practice)                |
| ohne     | INJ                | verletzt oder krank (injured)                                    |
| ohne     | EX                 | ausgeschlossen (excluded)                                        |
| ohne     | DNA                | nicht erschienen (did not arrive)                                |
| ohne     | C                  | Rennen abgesagt (cancelled)                                      |
| ohne     | keine WM-Teilnahme |                                                                  |
| sonstige | P/fett             | Pole-Position                                                    |
| sonstige | 1/2/3/4/5/6/7/8    | Punktplatzierung im Sprint-/Qualifikationsrennen                 |
| sonstige | SR/kursiv          | Schnellste Rennrunde                                             |
| sonstige | *                  | nicht im Ziel, aufgrund der zurückgelegten Distanz aber gewertet |
| sonstige | ()                 | Streichresultate                                                 |
| sonstige | unterstrichen      | Führender in der Gesamtwertung                                   |

### Konstrukteurswertung
| Pos. | Konstrukteur         | Punkte |
| ---- | -------------------- | ------ |
| 1    | McLaren-TAG-PorscheT | 143,5  |
| 2    | FerrariT             | 57,5   |
| 3    | Lotus-RenaultT       | 47,0   |
| 4    | Brabham-BMWT         | 38,0   |
| 5    | RenaultT             | 34,0   |
| 6    | Williams-HondaT      | 25,5   |
| 7    | Toleman-HartT        | 16,0   |
| 8    | Alfa RomeoT          | 11,0   |

| Pos. | Konstrukteur       | Punkte |
| ---- | ------------------ | ------ |
| 9    | Arrows-Ford/-BMWT  | 6,0    |
| 10   | Ligier-RenaultT    | 3,0    |
| 11   | Osella-Alfa RomeoT | 2,0    |
| 12   | ATS-BMWT           | 0,0    |
| 13   | Spirit-HartT       | 0,0    |
| 14   | RAM-HartT          | 0,0    |
| DQ   | Tyrrell-Ford 1     | 14,0   |

T = Turbomotor

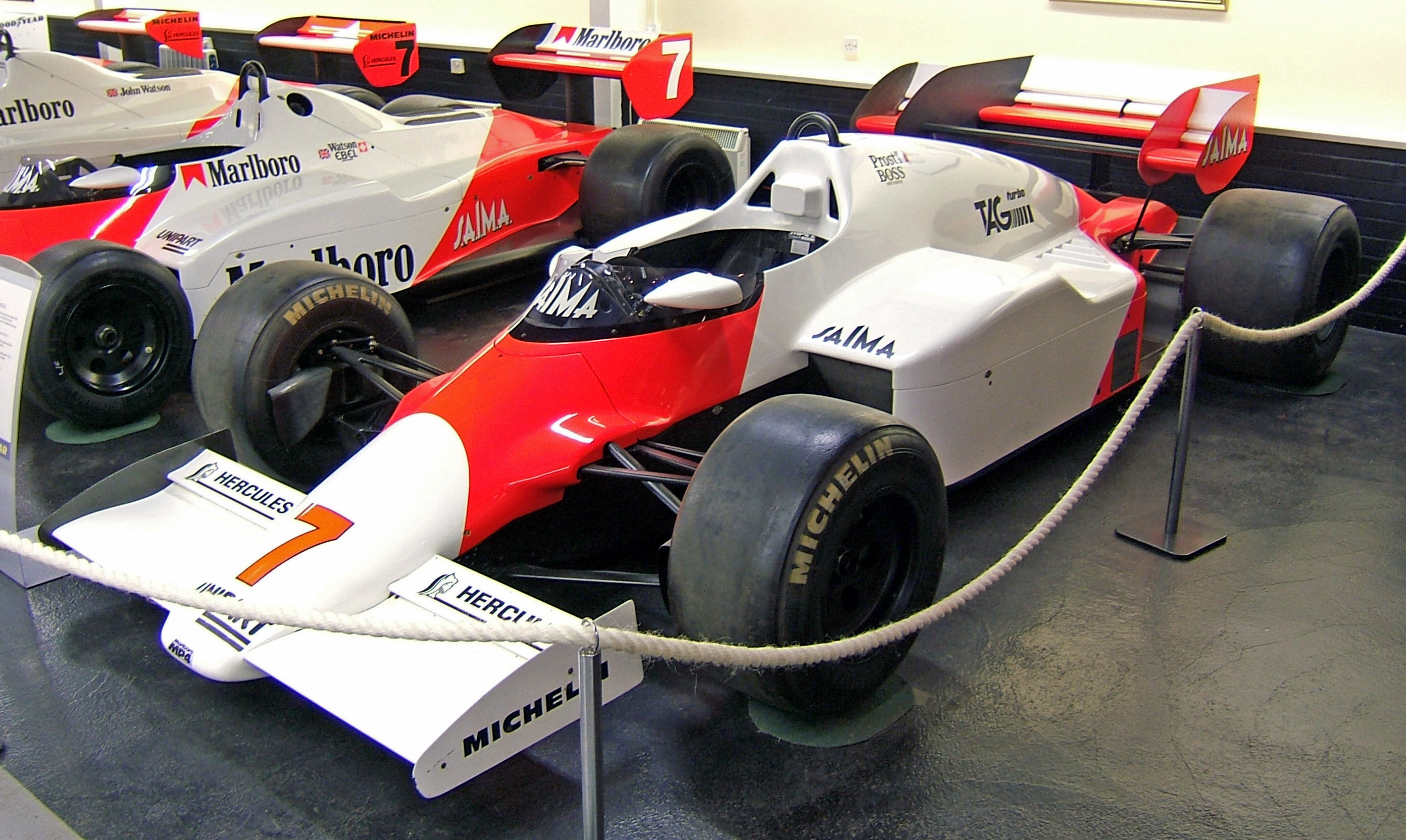
McLaren MP4/2 TAG-Porsche Turbo von 1984

1 Tyrrell wurde Anfang Oktober 1984 wegen Reglementverstoßes aus der Weltmeisterschaft ausgeschlossen; Auslöser waren verbotene Wassertanks, die nach jedem Grand Prix befüllt wurden und auf diese Weise für ein Untergewicht während der Rennen sorgten.

## Kurzmeldungen Formel 1
- Am Saisonende wurde das gesamte Tyrrell-Team mit den Fahrern Martin Brundle, Stefan Bellof, Stefan Johansson und Mike Thackwell disqualifiziert, weil beim Gewicht der Autos im Rennen gegen das Reglement verstoßen wurde. Tyrrell hatte eine Wasserkühlung für die Bremsen installiert, deren Leitungen bei der Abnahme mit Wasser gefüllt, im Rennen jedoch leer waren. Kurz vor Rennende wurde dann mit Bleikugeln versetzter Wasserballast eingefüllt, um das Mindestgewicht wieder zu erreichen.
- Die Formel-1-Neulinge Ayrton Senna und Stefan Bellof belegten beim Regen-GP von Monaco die Plätze zwei und drei. Bellofs Resultat wurde jedoch aufgrund der Disqualifikation seines Tyrrell-Teams nicht gewertet.
- In Dallas gewann in der „Neuzeit“ der Formel 1 erstmals ein Honda-Motor.
- Niki Lauda wurde zum dritten Mal Weltmeister.
- Mit einem halben Punkt Vorsprung auf Alain Prost ist es die bis heute engste WM-Entscheidung. Außerdem ist er der bislang erst zweite Weltmeister, der den Titel errang, ohne ein einziges Mal die Pole-Position erreicht zu haben – vor ihm gelang dies lediglich Denis Hulme in der Formel-1-Saison 1967.
- Hätte es schon das Punktesystem, das man seit 2010 anwendet, gegeben, so wäre Alain Prost mit 213,5 Punkten vor Niki Lauda (209) Weltmeister geworden.
- Zakspeed präsentierte sein erstes Formel-1-Auto.